# سيتي بروتوكول
سيتي بروتوكول (بروتوكول المدينة "بالإنجليزية: City Protocol") هو إطار عمل مفتوح جديد وعالمي وتقدمي للمدن في جميع أنحاء العالم لتقييم وتحسين الأداء فيما يتعلق بالاستدامة البيئية، والقدرة التنافسية الاقتصادية، ونوعية الحياة، وخدمات المدينة، من خلال ابتكار وعرض نماذج قيادة جديدة، وطرق جديدة لدمج المجتمع، عن طريق الاستفادة من تقنيات المعلومات والاتصالات (ICT) الجديدة.
وتوجد اليوم العديد من المبادرات على مختلف المؤشرات (الجودة والأداء والحياة)، وعلى التطبيع التجاري. حيث يتعامل سيتي بروتوكول مع المدينة في ظل وجود نهج نظامي. وقد يكون من المفيد وصف المدن بالنظم المعقدة وذلك لأن مكوناتها تتفاعل وتشارك في تحديد مستقبلها. وبالتالي، فإن التخطيط العمراني محدود بسبب طبيعة تعقيدها. فتتسم المدينة بعملية استقلاب ونظام بيئي غني، كما أنها غير متجانسة لدرجة كبيرة. ومثله مثل أي نظام معقد، فإنه يتغير بمرور الزمن ويتطور، فهو هش ويجب أن يتكيف مع التغيرات. وتعد المرونة هي المفتاح لضمان استمرارية الخدمات أيضًا في المدينة في أي وقت من أوقات الأزمات. أما المتجهان الرئيسيان لتطوير المدينة فهما الحاجة واستخداماتها ووظائفها، فضلاً عن الفرصة والأخطار والمخاطر. فعلى المدينة أن تتسم بالتكيف والتعلم والتطور والقوة والاستقلال والإصلاح الذاتي وإعادة إنتاج الذات.

## الأهداف
تم تصميم سيتي بروتوكول بحيث يحقق خمسة أهداف رئيسية وهي:
- تسهيل وتعزيز علم المدن الجديد.
- إنشاء إطار تعاون بين مجلس المدينة، والأوساط الأكاديمية والشركات والمنظمات والناس/المجتمع.
- قيادة وتمهيد مستقبل المدن.
- فهم القوى المحركة المشتركة للتطور الحضري وإيجاد حلول مشتركة لتغيير قواعد اللعبة.
- إيجاد فرص اقتصادية مبتكرة وتحالفات: وتقديم منتجات وخدمات ذات قيمة مضافة.

وسوف ينقل سيتي بروتوكول فكر المدينة العالمي إلى الأمام بفعالية، ويبقى جذابًا ومتاحًا أمام مجموعة واسعة من المدن ومجتمعات المدن الذكية. كما يخلق سيتي بروتوكول مجتمعًا تأمليً، وفضاء مشاركة وفرصًا لبناء حلول كاملة أو جزئية لإدخال حلول الجيل الجديد الناشئ لمدينة مستدامة.

## عملية تنمية سيتي بروتوكول
يتم إنشاء سيتي بروتوكول من خلال عدد من المراحل تمتد نحو 18 شهرًا:
- المرحلة 1، حتى يوليو عام 2012: إدراج مجموعة منفصلة من المدن الرئيسية والمؤسسات وهيئات الصناعة والأوساط الأكاديمية للاتفاق على الحاجة إلى جمعية سيتي بروتوكول وتشكيلها. هذا إلى جانب دفع مجموعات العمل (CPWG) ومجالاته.[3]
- المرحلة 2، حتى نوفمبر 2012: بناء الاتفاقات (CPA) على المبادئ، والتركيز والالتزام والطريقة التي يعمل بها المجتمع والأهداف والمحتوى العام الذي يتناوله. ويبدأ تشغيل الجمعية عند هذه المرحلة.
- المرحلة 3، حتى نوفمبر 2013: إنشاء منتجات أولية واضحة من المشاركين الملتزمين الأساسيين يمكن عرضها على المجتمع كقيمة حقيقية وذات مغزى. وبمجرد تأسيس جمعية سيتي بروتوكول، يتم إعداد مجموعات العمل. حيث تعمل مجموعات العمل عن بعد وبصفة دورية. وتعقد الاجتماعات الشخصية لمناقشة سيتي بروتوكول والتخطيط له.[4]

## وصلات خارجية
- City Protocol Society site نسخة محفوظة 27 يوليو 2012 على موقع واي باك مشين.
- City Protocol Launch in Barcelona, CISCO 11-14-2012
- City Protocol Society in Barcelona City Hall
- Primera notícia de l'estratègia de l'Ajuntament de Barcelona. (in Catalan) La Vanguardia, 11-29-2011
- Oficial launch of City Protocol Society_Smart City Expo 2012. Institute for Advanced Architecture in Catalonia.
- Barcelona hosts the first Workshop City Protocol نسخة محفوظة 16 أبريل 2013 at Archive.is. United Cities and Local Governments